# Foxtonia rarus
Foxtonia rarus is een eenoogkreeftjessoort uit de familie van de Spinocalanidae. De wetenschappelijke naam van de soort is voor het eerst geldig gepubliceerd in 2008 door Markhaseva.